# Kerteh
Kerteh is een stad in de Maleisische deelstaat Terengganu.
Kerteh telt 3000 inwoners.